# مولر مارتینی
مولر مارتینی (به آلمانی: Muller Martini) که در سوئیس مستقر است، سیستم های واردکننده کاغذ، سیستم های تحویل پست الکترونیکی و سایر تجهیزات مرتبط با چاپ را تولید می‌کند. تاسیسات تولیدی آن در سوئیس، آلمان و ایالات متحده واقع شده است.